# Myrteta similaria
Myrteta similaria är en fjärilsart som beskrevs av Swinhoe 1915. Myrteta similaria ingår i släktet Myrteta och familjen mätare. Inga underarter finns listade i Catalogue of Life.